# Etiopski građanski rat
Etiopski građanski rat je bio građanski rat u Etiopiji i današnjoj Eritreji, koji se vodio između etiopske komunističke vlade vojne hunte i etio-eritrejskih pobunjenika od septembra 1974 do juna 1991.
Derg je svrgnuo Etiopsko carstvo i cara Hajla Selasija u državnom udaru 12. septembra 1974, uspostavivši Etiopiju kao marksističko-lenjinističku komunističku državu koja je bila vojna hunta i privremena vlada. Razne levičarske, etničke i antikomunističke opozicione grupe koje su podržavale Sjedinjene Države počele su oružani otpor Dergu koji je podržavala Sovjetska vlada, pored eritrejskih separatista koji su se već borili u Eritrejskom ratu za nezavisnost. Derg je upotrebio vojne kampanje i Ki Šibir (Etiopski crveni teror) za suzbijanje pobune. Sredinom osamdesetih godina, Etiopija je bila opustošena raznim problemima poput gladi 1983–1985, ekonomskog pada i drugih posledičnih efekta Dergove politike, što je povećalo narodnu podršku za pobunjenike. Derg se raspao 1987. godine, uspostavivši Narodnu Demokratsku Republiku Etiopiju (PDRE) pod Radničkom partijom Etiopije u pokušaju da održi svoju vladavinu. Sovjetski Savez je okončao podršku PDRE-u krajem osamdesetih i vladu su preplavile sve uspešnije pobunjeničke grupe. U maju 1991. godine PDRE je poražen u Eritreji, i predsednik Mengistu Hajle Marijam je napustio zemlju. Etiopski građanski rat je okončan 4. juna 1991. godine kada je Etiopski narodni revolucionarni demokratski front (EPRDF), koalicija levičarskih etničkih pobunjeničkih grupa, ušao u glavni grad Adis Abebu i svrgnuo Radničku partiju Etiopije. PDRE je raspušten i zamenjen prelaznom vladom Etiopije koju je predvodio Tigrejski narodni oslobodilački front.
U Etiopskom građanskom ratu je stradalo najmanje 1,4 miliona ljudi, pri čemu je milion umrlih bilo povezano sa glađu, a ostatak sa borbama i drugim nasiljem.

## Zaleđina
Etiopsko carstvo je postalo politički nestabilno počevši od 1960-ih pod vlašću cara Hajla Selasija, čija je administracija postajala veoma nepopularna među običnim Etiopljanima na svim nivoima društva zbog stagnacije kvaliteta života, sporog ekonomskog razvoja i kršenje ljudskih prava. Iako je Selasije bio popularna kulturna ličnost sa svojim pokušajima da modernizuje Etiopiju, njegove reforme su bile neefikasne. Na njegovu vladavinu se sve više gledalo kao na održavanje feudalnog političkog sistema Etiopije koji je u velikoj meri favorizovao etiopsko plemstvo, koje je rutinski odbijalo njegove reforme. U decembru 1960, grupa visokorangiranih političara i vojnih oficira pokušala je da svrgne Hajla Selasija i uspostavi progresivnu vladu pod njegovim sinom, prestolonaslednikom Asfavom Vosenom, kako bi rešila ekonomske i političke probleme Etiopije. Međutim, puč je slomljen i brzo poražen od strane lojalista, čime je zadržao status kvo.

## Istorija

### 1970-te

#### Etiopska revolucija
Dana 12. septembra 1974. Hajla Selasija i njegovu vladu su zbacili Derg, neideološki komitet nižih oficira i regrutovanog osoblja u Etiopskoj vojsci koji su postali vladajuća vojna hunta. Dana 21. marta 1975, Derg je ukinuo monarhiju i usvojio marksizam-lenjinizam kao svoju zvaničnu ideologiju, uspostavljajući se kao privremena vlada za proces izgradnje socijalističke države u Etiopiji. Prestolonaslednik je otišao u egzil u London, gde je živelo još nekoliko članova kuće Solomon, dok su ostali članovi koji su bili u Etiopiji u vreme revolucije bili zatvoreni. Među privedenima su bili Hajle Selasije, njegova ćerka iz prvog braka princeza Idžigajehu, njegova sestra princeza Tenagnevork, i mnogi njegovi nećaci, bliski rođaci i tazbina. Dana 27. avgusta 1975. Hajle Selasije je umro pod misterioznim okolnostima u pritvoru u Nacionalnoj palati u Adis Abebi. Te godine je Dergov režim nacionalizovao većinu industrija i privatnih gradskih nekretnina. Imovina bivše kraljevske porodice je zaplenjena i nacionalizovana u okviru programa koji je osmišljen da sprovede državnu ideologiju socijalizma.

## Literatura
- Young, John (1997). Peasant Revolution in Ethiopia. Cambridge, United Kingdom: Cambridge University Press. ISBN 978-0-521-59198-0.
- Pankhurst, Richard (2009). „Barara, the Royal City of 15th and Early 16th Century (Ethiopia). Medieval and Other Early Settlements Between Wechecha Range and Mt Yerer”. Annales d'Éthiopie. 24 (1): 209—249. doi:10.3406/ethio.2009.1394.
- The Southern Marches of Imperial Ethiopia: Essays in History and Social Anthropology, Donham Donald Donham, Lecturer in Social Anthropology Wendy James, Dr, PhD, Former Senior Lecturer in Mathematics Christopher Clapham, Patrick Manning CUP Archive, Sep 4, 1986, p. 11, https://books.google.com/books?id=dvk8AAAAIAAJ&q=Lisane+amharic#v=snippet&q=Lisane%20amharic&f=false Архивирано 28 децембар 2022 на сајту
- Layers of Time: A History of Ethiopia, Paul B. Henze, November 18th 2008, p. 78, https://books.google.com/books?id=3VYBDgAAQBAJ&q=Lisane#v=snippet&q=Lisane&f=false Архивирано 28 децембар 2022 на сајту
- E. A. Wallis Budge (1. 8. 2014). A History of Ethiopia: Volume I: Nubia and Abyssinia. Routledge. стр. 7. ISBN 9781317649151.
- International Crisis Group, "Ethnic Federalism and its Discontents". Issue 153 of ICG Africa report (4 September 2009)
- Hathaway, Jane (30. 8. 2018). The Chief Eunuch of the Ottoman Harem: From African Slave to Power-Broker. Cambridge University Press. стр. 26. ISBN 9781107108295.